# Jean Le Fèvre de Saint-Remy

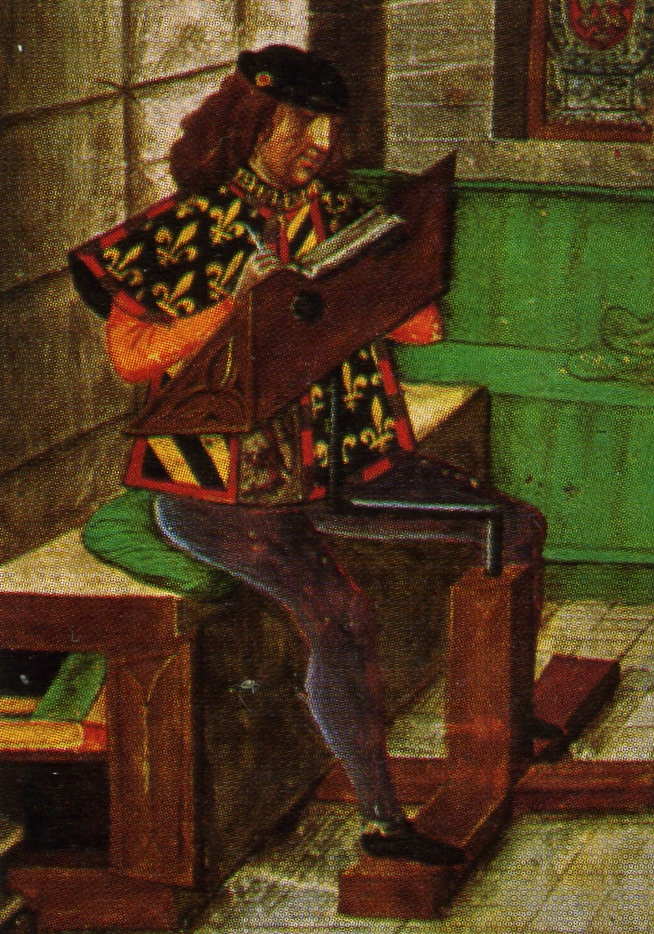
Darstellung wohl von Jean Le Fèvre in burgundischen Farben in einem Manuskript des 15. Jahrhunderts

Jean Le Fèvre de Saint-Remy oder Lefèbvre de Saint-Remy (* um 1395 in Abbeville; † 16. Juni 1468 in Brügge) war Seigneur de Saint-Rémy, de la Vacquerie, d’Avesne et de Morienne.

## Leben
Jean Le Fèvre (auch Jean Lefèvre geschrieben) war burgundischer Chronist in der Zeit des Hundertjährigen Kriegs. Es wurde wegen seiner engen Beziehungen zum Orden vom Goldenen Vlies auch „Toison d’or“ (Goldenes Vlies) genannt. Von adliger Herkunft, nahm er an den Kämpfen seiner Zeit teil, darunter auf englischer Seite 1415 an der Schlacht von Azincourt. Bei der Gründung des Ordens vom Goldenen Vlies durch Philipp den Guten von Burgund im Jahr 1430 wurde er zum Wappenkönig ernannt und dadurch rasch einflussreich am burgundischen Hof. Er unterstützte Herzog Philipp häufig bei Verhandlungen mit ausländischen Machthabern, diente als Schiedsrichter bei Turnieren und verschiedenen Fragen der Ritterlichkeit, bei denen seine profunde Kenntnis der Heraldik sehr geschätzt wurde. Georges Chastellain beschreibt seinen altersbedingten Rücktritt vom Amt des Wappenkönigs auf dem Ordenskapital vom Mai 1468 in Brügge, wenige Tage vor seinem Tod.

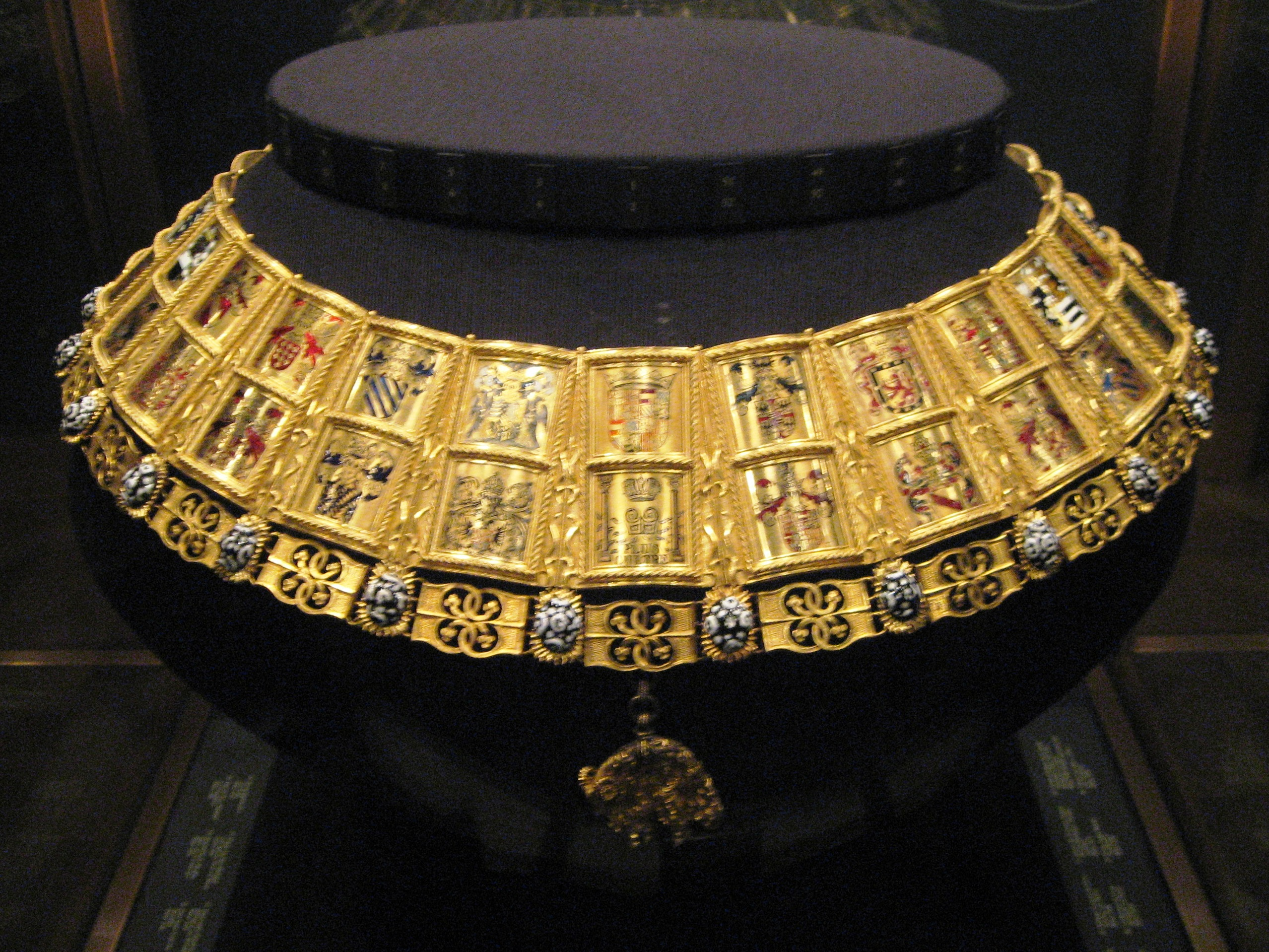
Potence (Halskette) des Wappenkönigs des Ordens vom Goldenen Vlies

Von Jean Le Fèvre stammt eine Chronique ou Histoire de Charles VI, roy de France, die in weiten Teilen lediglich eine Neuauflage des Werks von Enguerrand de Monstrelet ist, für die Jahre 1428 bis 1436 jedoch seine eigene Arbeit, die vor allem wertvolle Informationen über das Rittertum am burgundischen Hof gibt. Er schreibt prägnanter als Monstrelet, zeigt sich aber genauso parteiisch in seiner Einstellung zu den Herzögen von Burgund. Darüber hinaus wird er üblicherweise als Autor des „Livre des Faits de Jacques Lalaing“ angesehen.

## Werke
- François Morand (1808–1881) (Hg.), Chronique de Jean Le Fèvre Seigneur de Saint-Remy Band 1, Band 2
- Joseph Kervyn de Lettenhove (Hg.), Le livre des faits du bon chevalier messire Jacques de Lalaing, in: George Chastellain, Œuvres, Brüssel 1863–1866, Band 8, S. 188–246. (die Zuschreibung der Chronik zu Chastellain wird heute bezweifelt)
- Paul Rudnitzki: Der Turnierroman Livre des faits du bon chevalier Messire Jacques de Lalaing in der Anholter Handschrift, nebst einem Exkurs über den Verfasser, Münster, Aschendorffscher Verlag (Forschungen und Funde, 4, 1), 1915, 26 S. + 21 pl.